# 都市工程學
都市工程學（英語：municipal engineering）是研究構築都市，讓人可以安全、舒適地生活的工程學。也稱作都市工學。

## 都市工程學之分野
- 基礎設施之構築技術
- 都市設計手法之研究和實踐
- 都市環境之分析評價
- 都市計畫之策定方法
- 地理信息系统

## 外部連結
- （日語）
- （日語）
- （日語）
- （日語）
- （日語）
- （日語）
- （日語）
- （日語）